# Linares de Riofrío
Linares de Riofrío település Spanyolországban, Salamanca tartományban. Linares de Riofrío Herguijuela del Campo, Monleón, El Tornadizo, San Miguel de Valero és Escurial de la Sierra községekkel határos. Lakosainak száma 913 fő (2024).

## Népesség
A település népessége az elmúlt években az alábbi módon változott:
| Lakosok száma | 1032 | 1014 | 993  | 988  | 978  | 964  | 979  | 949  | 935  | 913  |
|               | 2001 | 2004 | 2007 | 2009 | 2012 | 2014 | 2017 | 2019 | 2022 | 2024 |